# Bonapruncinia
Bonapruncinia là một chi nhện trong họ Thomisidae.